# Liste von Bergwerken im Kreis Wesel

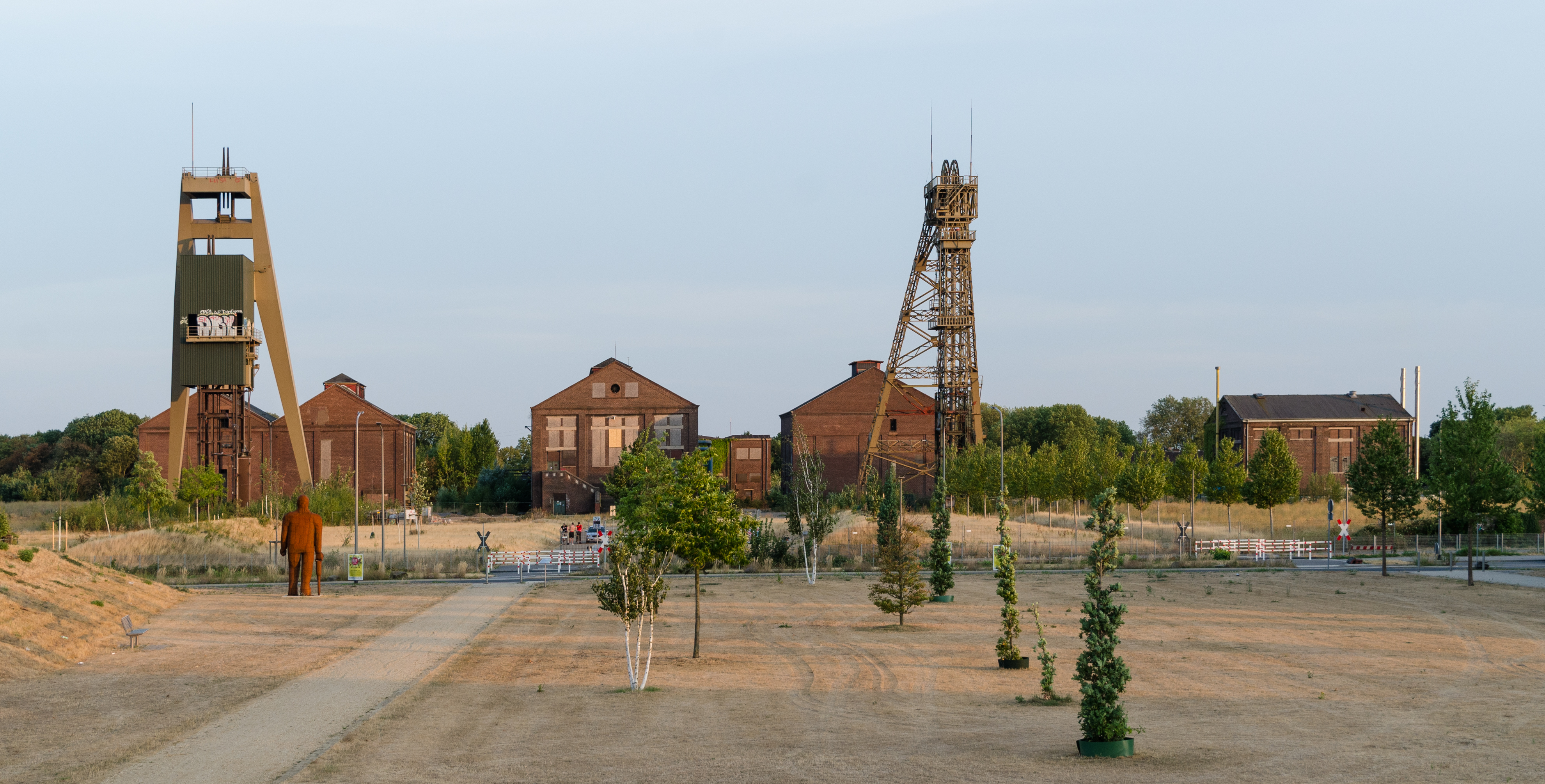
Schachtanlage Niederberg 1–2, Neukirchen-Vluyn, 2018

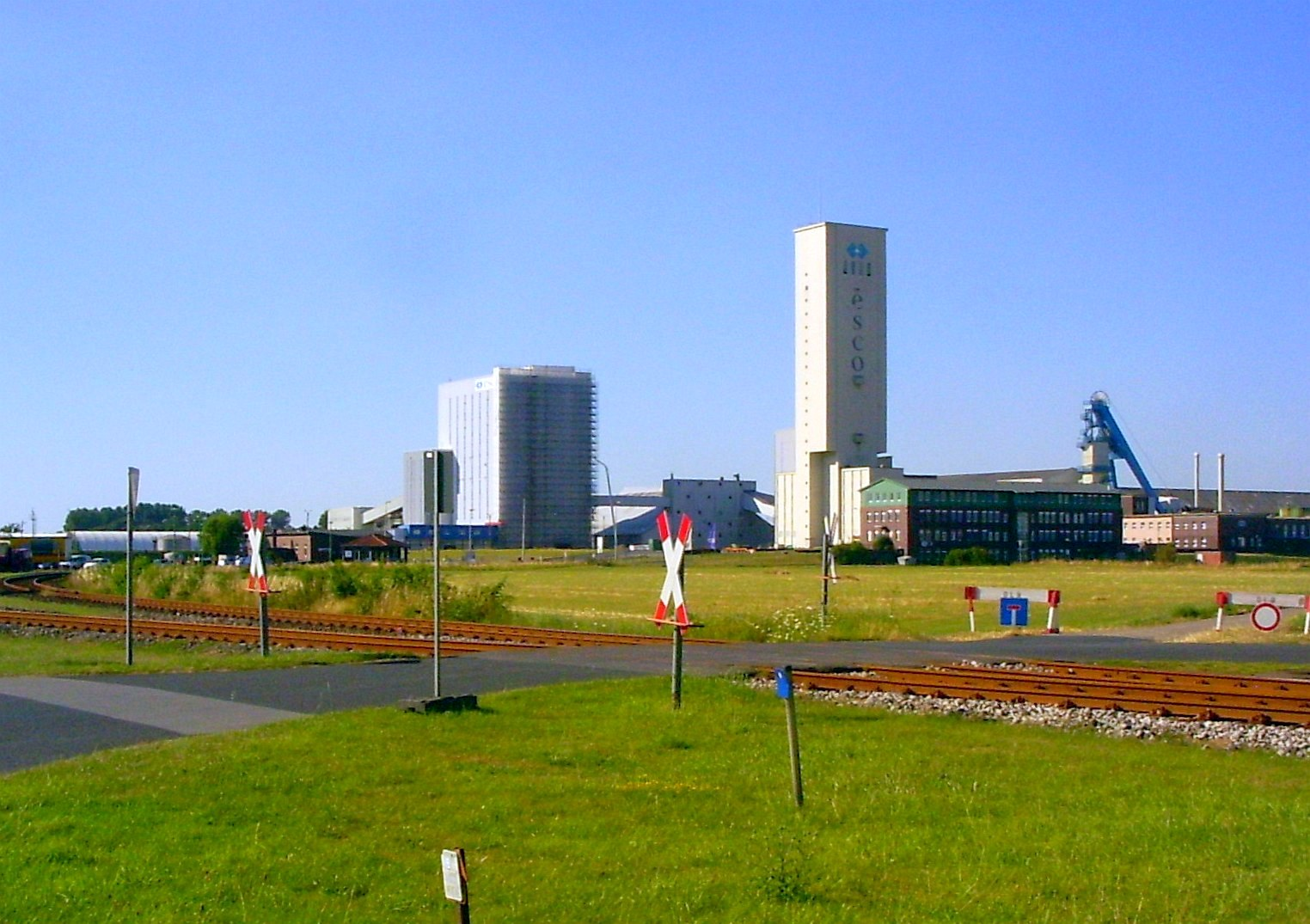
Salzbergwerk Borth, Schächte I und II, 2013

Die Liste von Bergwerken im Kreis Wesel umfasst die Bergwerke im Kreis Wesel, Nordrhein-Westfalen.

## Geschichte
Im Kreis Wesel wurden Steinkohle und wird Steinsalz gefördert. Der Bergbau trug maßgeblich zum wirtschaftlichen Aufschwung bei. Zu Höchstzeiten waren allein bei Rheinpreußen in Moers gut 11.000 Kumpel beschäftigt. Das Bergwerk Niederrheinische Bergwerksgesellschaft in Neukirchen-Vluyn, später Zeche Niederberg genannt, bildete zusammen mit der Zeche Friedrich Heinrich in Kamp-Lintfort die westliche Grenze für den Steinkohlenbergbau im Ruhrgebiet.

## Salz
| Name               | Stadt und Ortsteil             | Beginn | Ende | Anmerkungen |
| ------------------ | ------------------------------ | ------ | ---- | ----------- |
| Salzbergwerk Borth | Wesel-Büderich, Alpen-Menzelen | 1924   |      | aktiv       |

In Friedrichsfeld wurde ein Schacht abgetäuft, aber nicht in Betrieb genommen.

## Kohle
Die inzwischen sämtlich stillgelegten Kohlezechen zählen zum Rheinisch-Westfälischen Kohlenrevier.
Die Zeitpunkte bedeuten ggf. auch den Verleih der Rechte, Beginn der Teufe, bzw. Verfüllung und Abriss bis zur endgültigen Schließung. Ggf. standen die Anlagen auch zwischenzeitlich still.

### Dinslaken
| Name              | Stadt und Ortsteil | Beginn | Ende | Anmerkungen                    |
| ----------------- | ------------------ | ------ | ---- | ------------------------------ |
| Lohberg           | Dinslaken          | 1914   | 1989 | von 1989 Verbund mit Osterfeld |
| Lohberg-Osterfeld | Dinslaken          | 1989   | 2005 |                                |

### Kamp-Lintfort
| Name               | Stadt und Ortsteil | Beginn | Ende | Anmerkungen |
| ------------------ | ------------------ | ------ | ---- | --- |
| Friedrich Heinrich | Kamp-Lintfort      | 1912   | 1993 | von 1993 an Verbund mit Rheinland als Friedrich-Heinrich/Rheinland. Ab 2001 Verbund mit Niederberg zu Bergwerk West                                                       |
| Rossenray          | Kamp-Lintfort      | 1963   | 1971 | von 1971 bis 1993 im Verbundbergwerk Rheinland, danach bis 2001 als Bergwerk Fried.-Heinrich/Rheinland und bis zur endgültigen Verfüllung im Jahr 2013 als Bergwerk West. |
| West               | Kamp-Lintfort      | 2001   | 2012 | 2001 aus Niederberg und Friedrich Heinrich; letzte Kohle wurde am 21. Dezember 2012 gefördert                                                                             |

### Moers
| Name            | Stadt und Ortsteil | Beginn | Ende | Anmerkungen                                                                          |
| --------------- | ------------------ | ------ | ---- | ------------------------------------------------------------------------------------ |
| Pattberg        | Moers              | 1927   | 1971 | von 1971 bis 1993 im Verbundbergwerk Rheinland in Betrieb.                           |
| Rheinland       | Moers              | 1971   | 1993 | von 1993 an Verbund mit Friedrich-Heinrich als Bergwerk Friedrich-Heinrich/Rheinland |
| Rheinpreussen 4 | Moers              | 1900   | 1962 |                                                                                      |
| Rheinpreussen 5 | Moers              | 1900   | 1962 |                                                                                      |
| Rheinpreussen 9 | Moers              | 1962   | 1971 | von 1971 bis 1990 im Verbundbergwerk Rheinland bis zur Stilllegung 1990              |

### Neukirchen-Vluyn
| Name       | Stadt und Ortsteil | Beginn | Ende | Anmerkungen                                                                                                  |
| ---------- | ------------------ | ------ | ---- | --- |
| Niederberg | Neukirchen-Vluyn   | 1912   | 2001 | 2001 mit Friedrich Heinrich/Rheinland zu Bergwerk West; am 28. Dezember 2001 wurde die Förderung eingestellt |

### Rheinberg
| Name  | Stadt und Ortsteil | Beginn | Ende | Anmerkungen              |
| ----- | ------------------ | ------ | ---- | ------------------------ |
| Borth | Rheinberg          | 1906   |      | Steinsalzbergwerk, aktiv |